# Gunong Meunasah
Gunong Meunasah is een bestuurslaag in het regentschap Aceh Jaya van de provincie Atjeh, Indonesië. Gunong Meunasah telt 220 inwoners (volkstelling 2010).